# Laponija
Laponija (Lappland, Lappi, Sápmi, Sameland, i Saamiland), je naziv za kulturnu regiju koju tradicionalno naseljava narod Saami. Danas, sjeverna provincija Finske nosi naziv Laponija, kao i švedska pokrajina Lappland na sjeveru, iako je administrativno podjeljena između dvije zemlje nosi naziv Laponija.
Laponija se nalazi u sjevernoj Europi i uključuje sjeverne krajeve Skandinavije i poluotok Kola, u Rusiji. Padom SSSR-a dolazi do poboljšanja međunarodnih odnosa ovih zemalja. Ovo je bitno za pripadnike Saami naroda, kao i lokalnog stanovništva koje ima Saami pretke iz prošlosti. Većina lokalnog stanovništva regije vuče porijeklo od Saami naroda.
Arktička kultivirana područja Laponije uvrštena su u popis mjesta svjetske baštine u Europi.

## Teritorij
Površina Laponije se nalazi iznad artičkog kruga. Zapadni dijelovi obuhvaćaju fjordove, ledenjake i planine, najveći vrh je planina Kebnekaise (2.111 m) u Švedskoj. Prema istoku se pružaju ravnice, pašnjaci i jezera, na krajnjem istoku počinje teritorij tundre.

## Stanovništvo
Prema statistikama u Laponiji živi oko 70.000 pripadnika Saami naroda. Oko 40.000 živi u Norveškoj, 20.000 u Švedskoj, 6.000 u Finskoj i oko 2.000 u Rusiji.

## Vanjske poveznice
- Prezentacija švedskog Saami parlamenta  Arhivirana inačica izvorne stranice od 26. kolovoza 2007. (Wayback Machine)